# Quebrada de Tames
Quebrada de Tames är ett periodiskt vattendrag i Chile.   Det ligger i regionen Región de Antofagasta, i den norra delen av landet, 1 200 km norr om huvudstaden Santiago de Chile.
Omgivningen kring Quebrada de Tames är ofruktbar med lite eller ingen växtlighet. Området är mycket glesbefolkat, med 2 invånare per kvadratkilometer.